# Makrokylindrus armatus
Makrokylindrus armatus är en kräftdjursart som beskrevs av Norman 1879. Makrokylindrus armatus ingår i släktet Makrokylindrus och familjen Diastylidae.
Artens utbredningsområde är Davis sund. Inga underarter finns listade i Catalogue of Life.